# Nuevo San Pedro Pabuchil
Nuevo San Pedro Pabuchil är en ort i Mexiko.   Den ligger i kommunen Huitiupán och delstaten Chiapas, i den sydöstra delen av landet, 700 km öster om huvudstaden Mexico City. Nuevo San Pedro Pabuchil ligger 1 191 meter över havet och antalet invånare är 417.
Terrängen runt Nuevo San Pedro Pabuchil är bergig åt nordost, men åt sydväst är den kuperad. Nuevo San Pedro Pabuchil ligger uppe på en höjd. Runt Nuevo San Pedro Pabuchil är det ganska tätbefolkat, med 90 invånare per kvadratkilometer. Närmaste större samhälle är Amatán, 10,6 km norr om Nuevo San Pedro Pabuchil. I omgivningarna runt Nuevo San Pedro Pabuchil växer i huvudsak städsegrön lövskog.